# Pałac (singel)
Pałac – singel polskiego rapera White’a 2115, promujący album studyjny, zatytułowany Młody książę. Singel został wydany 20 października 2019.
Nagranie otrzymało w Polsce status platynowej płyty.

## Geneza utworu i historia wydania
Utwór napisali i skomponowali Cortney Cooley i Sebastian Czekaj.
Singel ukazał się w formacie digital download 20 października 2019 w Polsce za pośrednictwem wytwórni płytowej SBM Label. Kompozycja została umieszczona na drugim albumie studyjnym White’a 2115 – Młody książę.

## Teledysk
Do utworu powstał teledysk, który udostępniono w dniu premiery singla za pośrednictwem serwisu YouTube.

## Lista utworów
- Digital download[5]

1. „Pałac” – 3:03

## Certyfikaty
| Kraj          | Certyfikat      |
| ------------- | --------------- |
| Polska (ZPAV) | platynowa płyta |